# Jean-Pierre Bernès
Jean-Pierre Bernès (Marsiglia, 10 febbraio 1957) è un dirigente sportivo francese.

## Biografia
Entrò nel calcio francese nel 1981 come dirigente dell'Olympique Marsiglia fino al 1993, anno in cui diede le dimissioni per via del suo coinvolgimento nello scandalo conosciuto in Francia come Affaire VA-OM, venendo squalificato prima a tempo indeterminato il 22 settembre 1993 e poi a vita il 22 aprile 1994. A livello giudiziario è stato condannato, nel 1995, a due anni di detenzione. Attualmente è agente di alcuni giocatori, come Samir Nasri e Franck Ribéry, e degli allenatori Didier Deschamps e Laurent Blanc.